# Creus de terme de Tàrrega
Les creus de terme de Tàrrega són un conjunt de creus de terme, la major part d'elles desaparegudes, de la vila de Tàrrega (Urgell).

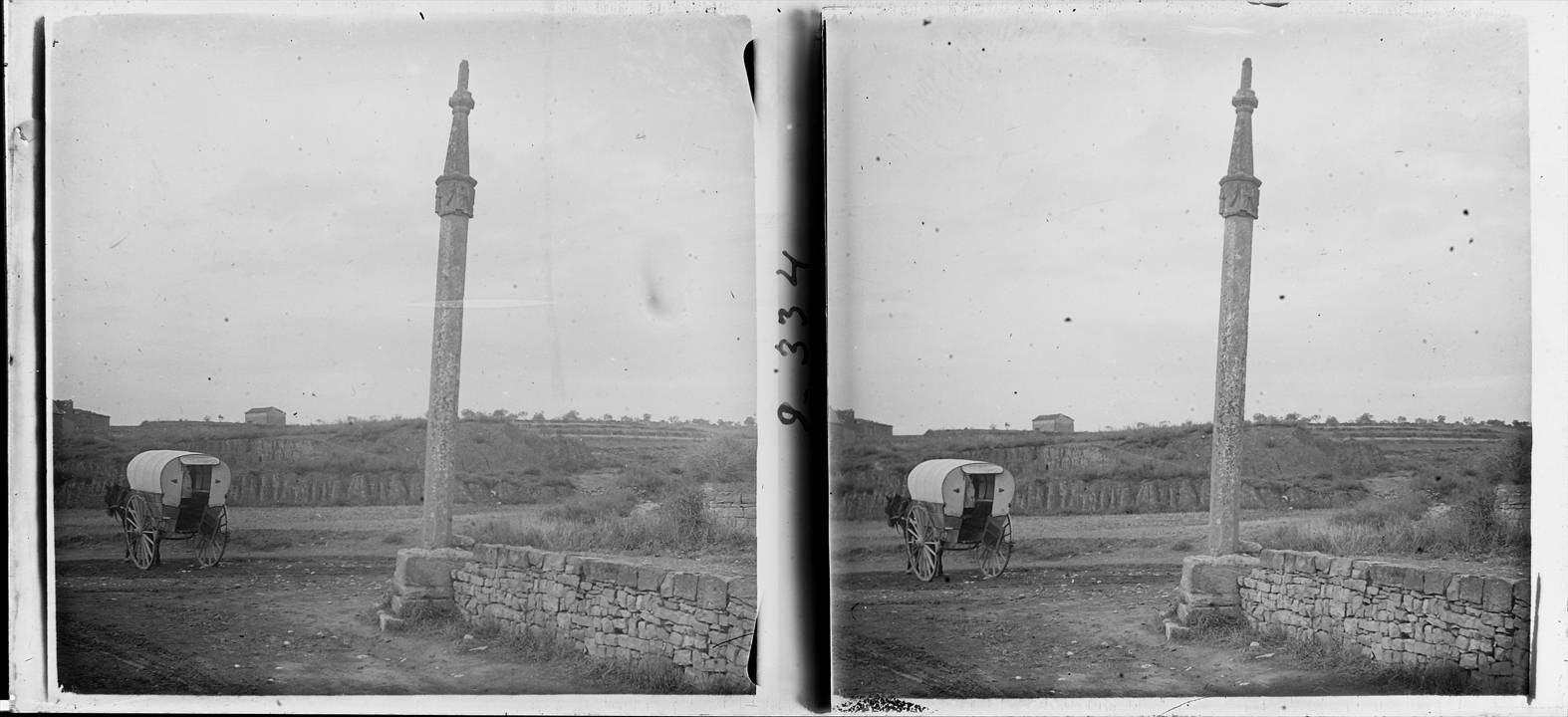
Creu de les Garrigues, 1916 (possiblement la Creu de les Basses o la Creu de la Comabruna)

## Història
Al voltant de la vila de Tàrrega, prop de les sortides, es van erigir fins a 10 creus de terme, ja des de temps de Jaume I. Totes eren d'estil gòtic florejat, alçades damunt d'espaiosos graons i elegant sòcol, tot vuitavat, inclús el canó de molt considerable altura. El 1934 ja havien desaparegut totes, per diferents motius, quedant només algunes restes. Cap el 1955 es van restituir la Creu del Pati i la Creu de Morlans.

## Creus

### Creu del Pati
La més notable i de major dimensions. Fou abatuda per una tramuntanada el 20 de març de 1862. Alguns fragments es conserven al vestíbul del Palau de la Floresta. El 1955 l'escultor Carles Anadón la va reconstruir i es col·locà a la Plaça Major.

### Creu del Portal d'Urgell
Estava situada entre el pou del Climent i l'última casa d'aquell costat. Era molt notable, però no tant treballada com la del Pati. Va desaparèixer durant la Insurrecció federalista de 1869.

### Creu de Sant Agustí
Es trobava a l'indret del Raval, a l'altre part del Ruguer. Es creu que va desaparèixer el 7 de juliol de 1823 a causa d'un fort aiguat.

### Creu de Vallmajor
Estava situada a la confluència dels camins dels Molàs i Preixana.

### Creu de les Basses
Estava situada a la confluència del camí antic de Verdú amb el de les Garrigues Baixes. El 1934 encara se'n conservaven restes.

### Creu del Fossar
Estava situada a la confluència del camí de l'Ofegat amb l'antic de Cervera que passa pel Talladell. El 1934 encara quedava en peu el sòcol, el canó i el capitellet amb quatre escuts en què s'hi veien rames de cards i els altres quatre amb dibuixos gòtics.

### Creu de la Comabruna
Estava situada a la confluència del camí de les Garrigues Altes i el de Granyena.

### Creu del Talladell
Estava situada al peu del camí a l'indret del Pedregal.

### Creu del Mas de Colom
Estava situada al camí de l'Altet.

### Creu de Morlanso Creu del Mor
Estava situada al camí vell de Balaguer, al límit amb el terme de Vilagrassa. Entre 1951 i 1955 es va traslladar al parc de sant Eloi.

## Altres creus del terme municipal
Dins del terme de Tàrrega, però situades en altres nuclis de població hi ha:
- Creu de terme a Claravalls. al poble de Claravalls.
- Creu de terme de Conill, al poble de Conill.

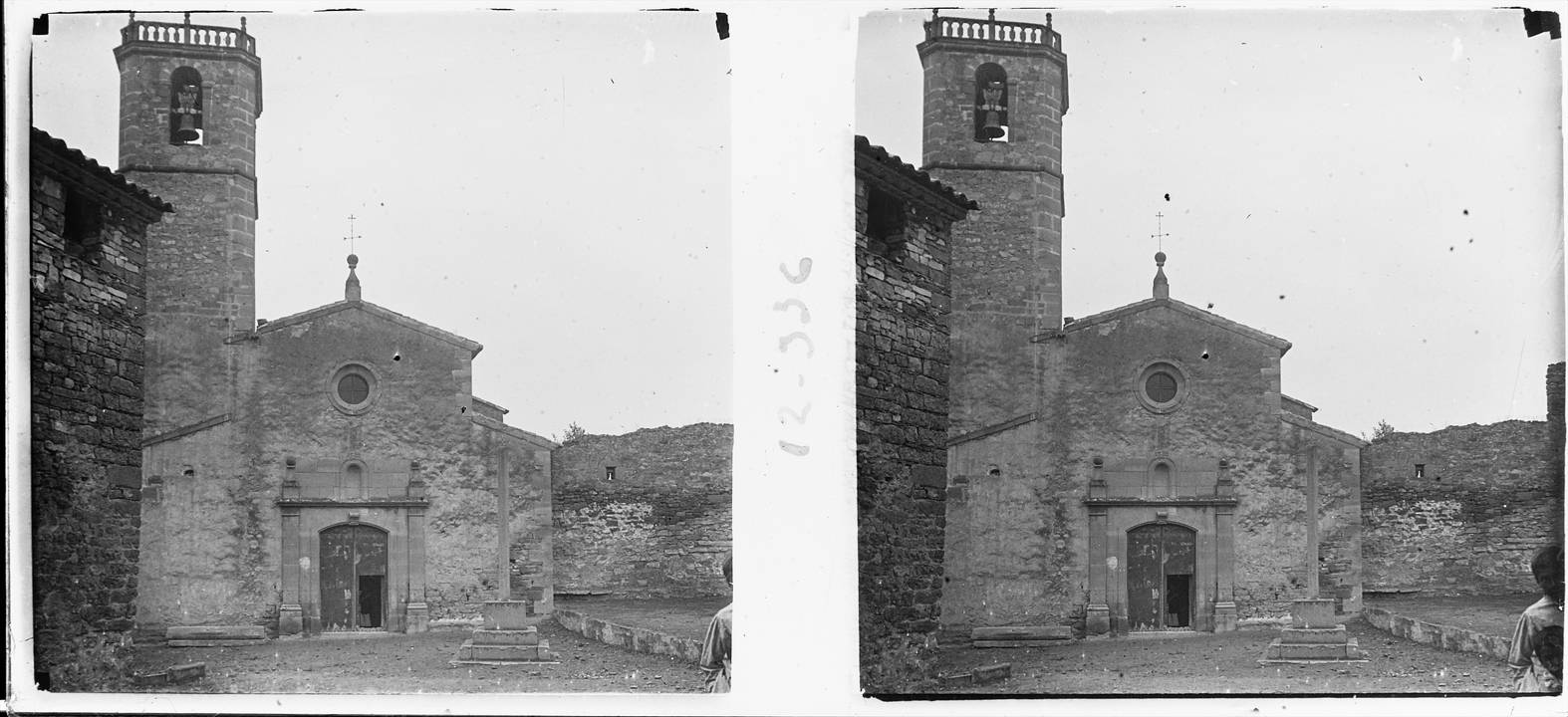
La creu d'Altet, el 1916, davant l'església

- La creu d'Altet, el 1916, davant l'esglésiaCreu de terme d'Altet, era davant la porta de l'església de Sant Pere, fins al 1936, que fou destruïda. Resten algunes pedres de la creu entre les de la paret que separa el pla de l'Església de la plaça Major.[5]